# Daniel Soussan
Daniel Soussan, född 16 september 1972, är en svensk affärsman, tillsammans med Richard Båge grundare av Insplanet. Idag största ägare och ordförande i Insplanet. Startat MyLoan och är en av huvudägarna i Mediaplanet tillsammans med grundarna Rustan Panday och Richard Båge.[källa behövs] Soussan har en ekonomie magisterexamen från Stockholms universitet. Investerare i tech- och onlinebolag i tidigt skede. Är ägare och styrelseledamot i Booli Search Technology och har gjort aktiva investeringar i bolag Campanja, Storytel, Globesoft, Lexly, Speedledger m.fl.  